# Palicourea veterinariorum
Palicourea veterinariorum är en måreväxtart som beskrevs av Joseph Harold Kirkbride. Palicourea veterinariorum ingår i släktet Palicourea och familjen måreväxter. Inga underarter finns listade i Catalogue of Life.